# Agua Español
Agua Español är en ort i Mexiko.   Den ligger i kommunen San Juan Coatzóspam och delstaten Oaxaca, i den sydöstra delen av landet, 300 km sydost om huvudstaden Mexico City. Agua Español ligger 1 316 meter över havet och antalet invånare är 354.
Terrängen runt Agua Español är huvudsakligen bergig, men åt nordost är den kuperad. Terrängen runt Agua Español sluttar söderut. Runt Agua Español är det ganska tätbefolkat, med 56 invånare per kvadratkilometer. Närmaste större samhälle är Huautla de Jiménez, 15,0 km nordväst om Agua Español. I omgivningarna runt Agua Español växer i huvudsak städsegrön lövskog.